# Euphorbia duranii
Euphorbia duranii Ursch & Leandri es una especie de planta fanerógama perteneciente a la familia Euphorbiaceae.

## Distribución y hábitat
Es endémica de Madagascar en las provincias de Antananarivo, Fianarantsoa y Toliara. Se encuentra en las montañas Ankaratra, donde se piensa que es una especie rara, y en la zona de la reserva Fianarantsoa y Andringitra donde es común a nivel local.

## Variedades
- Euphorbia duranii var. ankaratrae
- Euphorbia duranii var. duranii

## Taxonomía
Euphorbia duranii fue descrita por Ursch & Leandri y publicado en Mémoires de l'Institut Scientifique de Madagascar, Série B, Biologie Végétale 5: 160. 1954.
Etimología
Euphorbia: nombre genérico que deriva del médico griego del rey Juba II de Mauritania (52 a 50 a. C. - 23), Euphorbus, en su honor – o en alusión a su gran vientre –  ya que usaba médicamente Euphorbia resinifera. En 1753 Carlos Linneo asignó el nombre a todo el género.
duranii: epíteto otorgado en honor de ingeniero forestal francés Henri Duran, quien descubrió esta planta en Madagascar.